# キャピタル・ロス
キャピタル・ロス（英: capital loss）は、債券や株式、不動産など資産価値の下がることによって損することを言う。売却価格（から売却経費を差し引いた額）と購入価格（に購入経費を加えた額）の差による損益。

## 例
1万円の株式を購入し、8000円になってから売った場合、8000（円）−10000（円）=-2000（円）で2000円の損失となる。このことをキャピタル・ロスという。